# Cattleya mendelii
La Cattleya mendelii es una especie de orquídea epifita o litofita que pertenece al género Cattleya.  

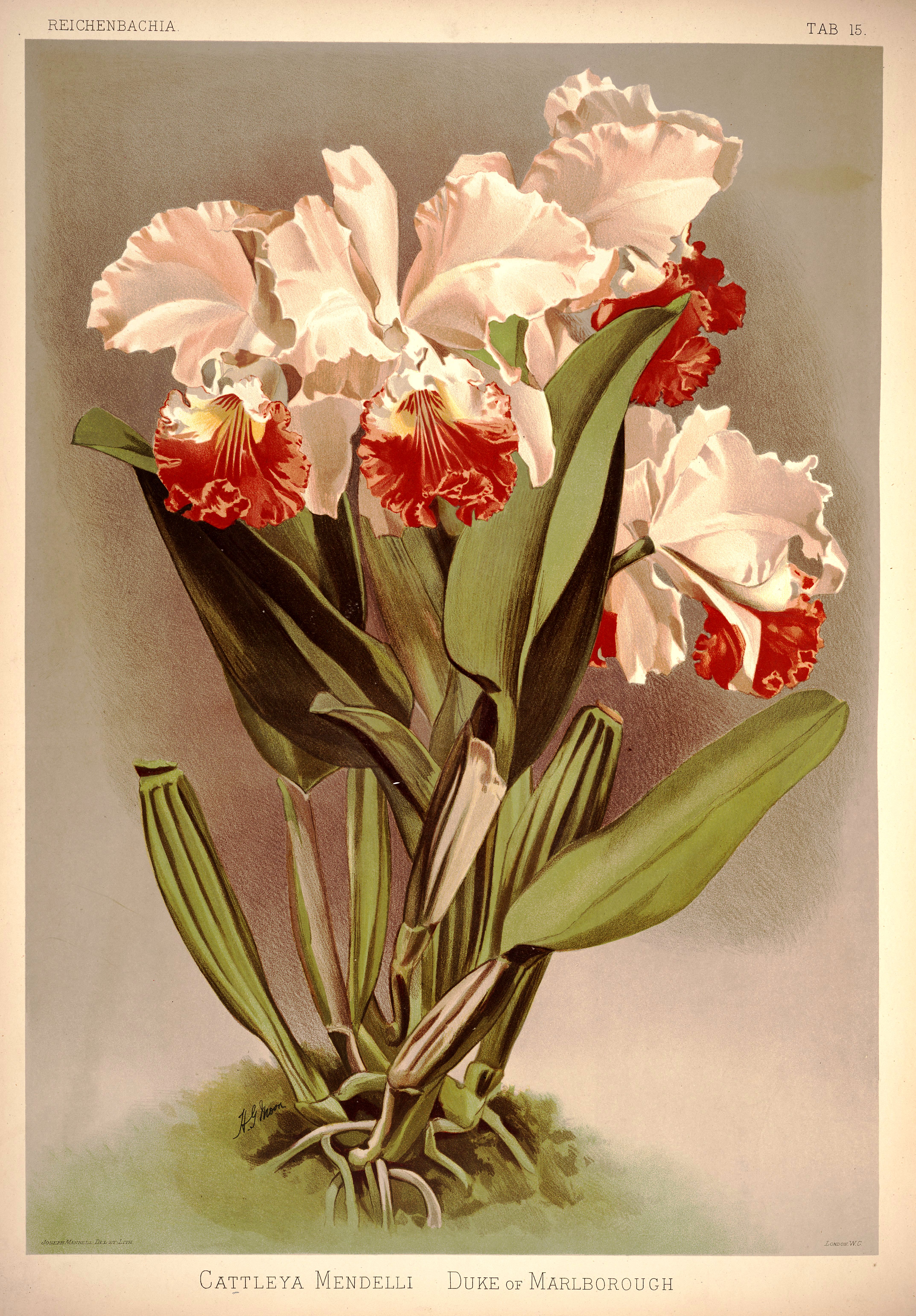
Ilustración

## Descripción
Es una orquídea de tamaño pequeño, con hábitos de epifita o litofita  y con  pseudobulbos cilíndricos, acanalados, brillantes que llevan una sola hoja, apical, oblonga, coriácea con el ápice redondo. Florece en el final de la primavera en una inflorescencia terminal, corta, con 2-5 flores de larga vida, fragantes que se abren bien.

## Distribución
Es originaria de la Cordillera Oriental de los Andes de Colombia en afloramientos de roca expuestas y acantilados. Endémica de la región de los Santanderes Colombianos.

## Taxonomía
Cattleya mendelii fue descrita por Henry Honywood Dombrain   y publicado en Floral Magazine: Comprising Figures and Descriptions of Popular Garden Flowers 32. 1872.
Etimología
Cattleya: nombre genérico otorgado en honor de William Cattley orquideólogo aficionado inglés,
mendelii: epíteto otorgado en honor de Mendel (entusiasta inglés de las orquídeas en los años 1800).
Sinonimia
- Cattleya bluntii H.Low
- Cattleya cupidon L.Linden & Rodigas
- Cattleya labiata var. bella Rchb.f.
- Cattleya labiata var. mendelii (O'Brien) A.H.Kent
- Cattleya morganae Warner
- Cattleya morganiae B.S.Williams & T.Moore[5][6]